# داني بينهيرو رودريغوس
داني بينهيرو رودريغوس (بالفرنسية: Danny Rodrigues)‏ هو لاعب جمباز فني فرنسي، ولد في 16 أبريل 1985 في روان في فرنسا.

## وصلات خارجية
- داني بينهيرو رودريغوس على موقع الاتحاد الدولي للجمباز (licence) (الإنجليزية)
- داني بينهيرو رودريغوس على موقع الاتحاد الدولي للجمباز (biography) (الإنجليزية)
- داني بينهيرو رودريغوس على موقع اللجنة الأولمبية الدولية (الإنجليزية)
- داني بينهيرو رودريغوس على موقع أوليمبيديا (الإنجليزية)
- داني بينهيرو رودريغوس على موقع اللجنة الأولمبية الفرنسية (مؤرشف) (الفرنسية)